# Yanis Cimignani
Yanis Cimignani (Lione, 22 gennaio 2002) è un calciatore francese, centrocampista del Lugano.

## Biografia
Nato a Lione da padre corso e madre burkinabé, è cresciuto nel comune di Ghisonaccia, in Corsica.

## Carriera

### Club
Cresciuto nel settore giovanile dell'Ajaccio, esordisce in prima squadra il 22 agosto 2020, in occasione dell'incontro di Ligue 2 perso per 0-1 contro il Châteauroux. Yanis Cimignani partecipa alla promozione in Ligue 1 nella stagione 2021-2022, Ajaccio finisce secondo. Yanis esordisce in Ligue 1 il 5 agosto 2022, in occasione dell'incontro à Lione perso per 2-1 contro l'Olympique Lione.
In scadenza di contratto in Ajaccio il 30 giugno 2023, Yanis Cimignani segna al Lugano un contratto di 4 anni.

### Nazionale
Nel marzo 2022 è stato convocato per la prima volta nella selezione Under-20 francese, debuttando il 29 marzo successivo contro i pari età del Portogallo.

## Statistiche

### Presenze e reti nei club
Statistiche aggiornate al 4 giugno 2024.
| Stagione         | Squadra          | Campionato       | Campionato | Campionato | Coppe nazionali | Coppe nazionali | Coppe nazionali | Coppe continentali | Coppe continentali | Coppe continentali | Altre coppe | Altre coppe | Altre coppe | Totale | Totale |
| Stagione         | Squadra          | Comp             | Pres       | Reti       | Comp            | Pres            | Reti            | Comp               | Pres               | Reti               | Comp        | Pres        | Reti        | Pres   | Reti   |
| ---------------- | ---------------- | ---------------- | ---------- | ---------- | --------------- | --------------- | --------------- | ------------------ | ------------------ | ------------------ | ----------- | ----------- | ----------- | ------ | ------ |
| 2018-2019        | Ajaccio 2        | N3               | 2          | 0          |                 | -               | -               |                    | -                  | -                  |             | -           | -           | 2      | 0      |
| 2019-2020        | Ajaccio 2        | N3               | 2          | 0          |                 | -               | -               |                    | -                  | -                  |             | -           | -           | 2      | 0      |
| 2020-2021        | Ajaccio 2        | N3               | 4          | 0          |                 | -               | -               |                    | -                  | -                  |             | -           | -           | 4      | 0      |
| 2022-2023        | Ajaccio 2        | N3               | 1          | 2          |                 | -               | -               |                    | -                  | -                  |             | -           | -           | 1      | 2      |
| Totale Ajaccio 2 | Totale Ajaccio 2 | Totale Ajaccio 2 | 9          | 2          |                 | -               | -               |                    | -                  | -                  |             | -           | -           | 9      | 2      |
| 2020-2021        | Ajaccio          | L2               | 6          | 0          | CF              | 0               | 0               |                    | -                  | -                  |             | -           | -           | 6      | 0      |
| 2021-2022        | Ajaccio          | L2               | 34         | 2          | CF              | 1               | 0               |                    | -                  | -                  |             | -           | -           | 35     | 2      |
| 2022-2023        | Ajaccio          | L1               | 8          | 0          | CF              | 0               | 0               |                    | -                  | -                  |             | -           | -           | 8      | 0      |
| Totale Ajaccio   | Totale Ajaccio   | Totale Ajaccio   | 48         | 2          |                 | 1               | 0               |                    | -                  | -                  |             | -           | -           | 49     | 2      |
| 2023-2024        | Lugano           | SL               | 33         | 5          | CS              | 6               | 1               | UEL+ UECL          | 2+5                | 0+0                |             | -           | -           | 46     | 6      |
| 2024-2025        | Lugano           | SL               | 32         | 3          | CS              | 3               | 0               | UCL+ UEL+ UECL     | 2+2+5              | 0+0                |             | -           | -           | 44     | 3      |
| Totale FC Lugano | Totale FC Lugano | Totale FC Lugano | 65         | 8          |                 | 9               | 1               |                    | 16                 | 0                  |             | -           | -           | 90     | 9      |
| Totale carriera  | Totale carriera  | Totale carriera  | 113        | 10         |                 | 10              | 1               |                    | 16                 | 0                  |             | -           | -           | 139    | 11     |